# Maljovica

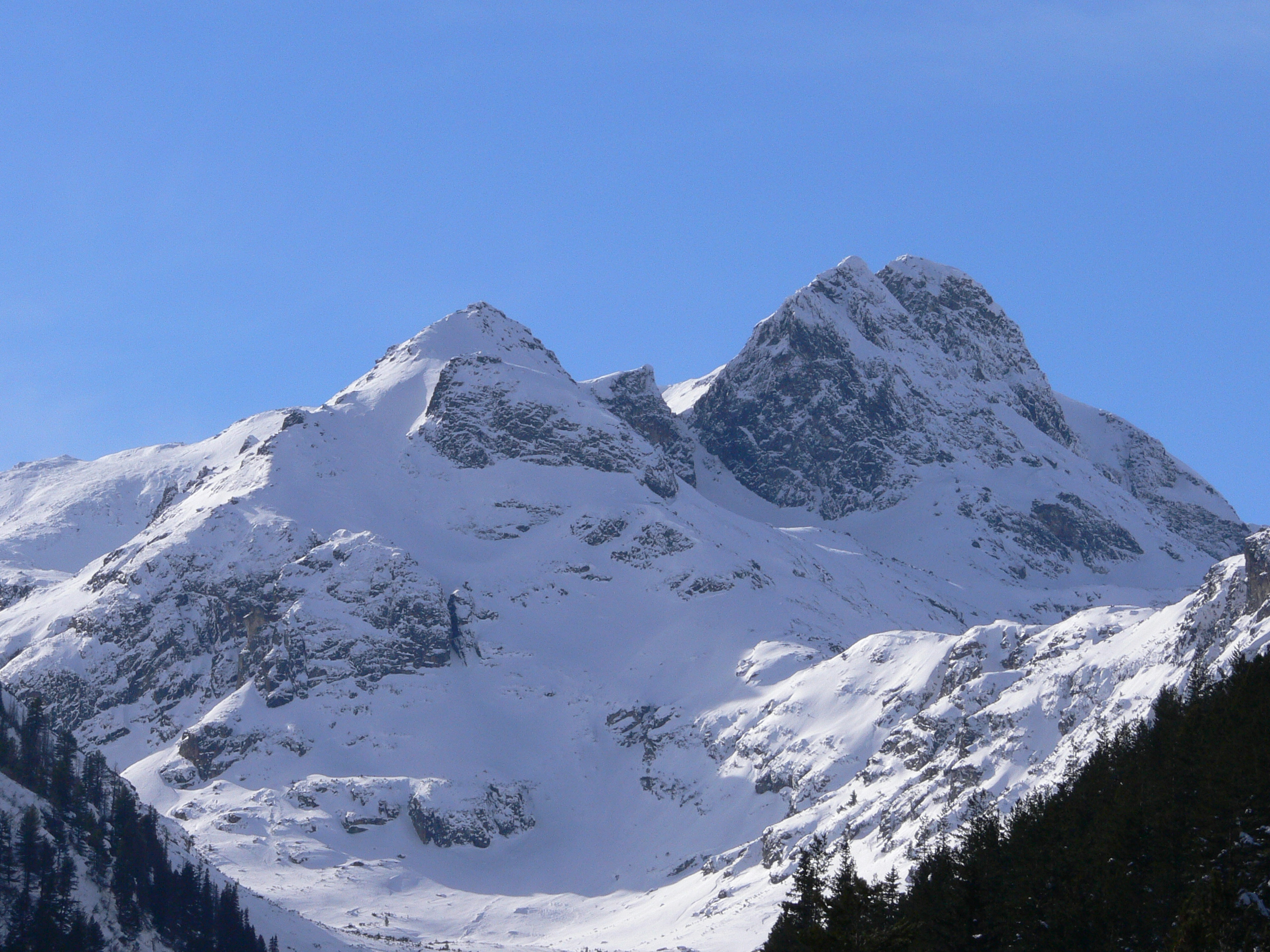
Maljovica v zimě

Maljovica (bulharsky: Мальовица) je horský štít (2729 m) v severozápadní části pohoří Rila v jihozápadním Bulharsku. Rilský klášter se nachází na jeho jižním úpatí, horská chata a lyžařské středisko Maljovica se dvěma sjezdovými tratěmi a dvěma lyžařskými vleky je na severu. Ze severu je hora Maljovica také nejatraktivnější. Hlavním výchozím bodem pro túry v této oblasti je chata Maljovica.

## Horská turistika a horolezectví

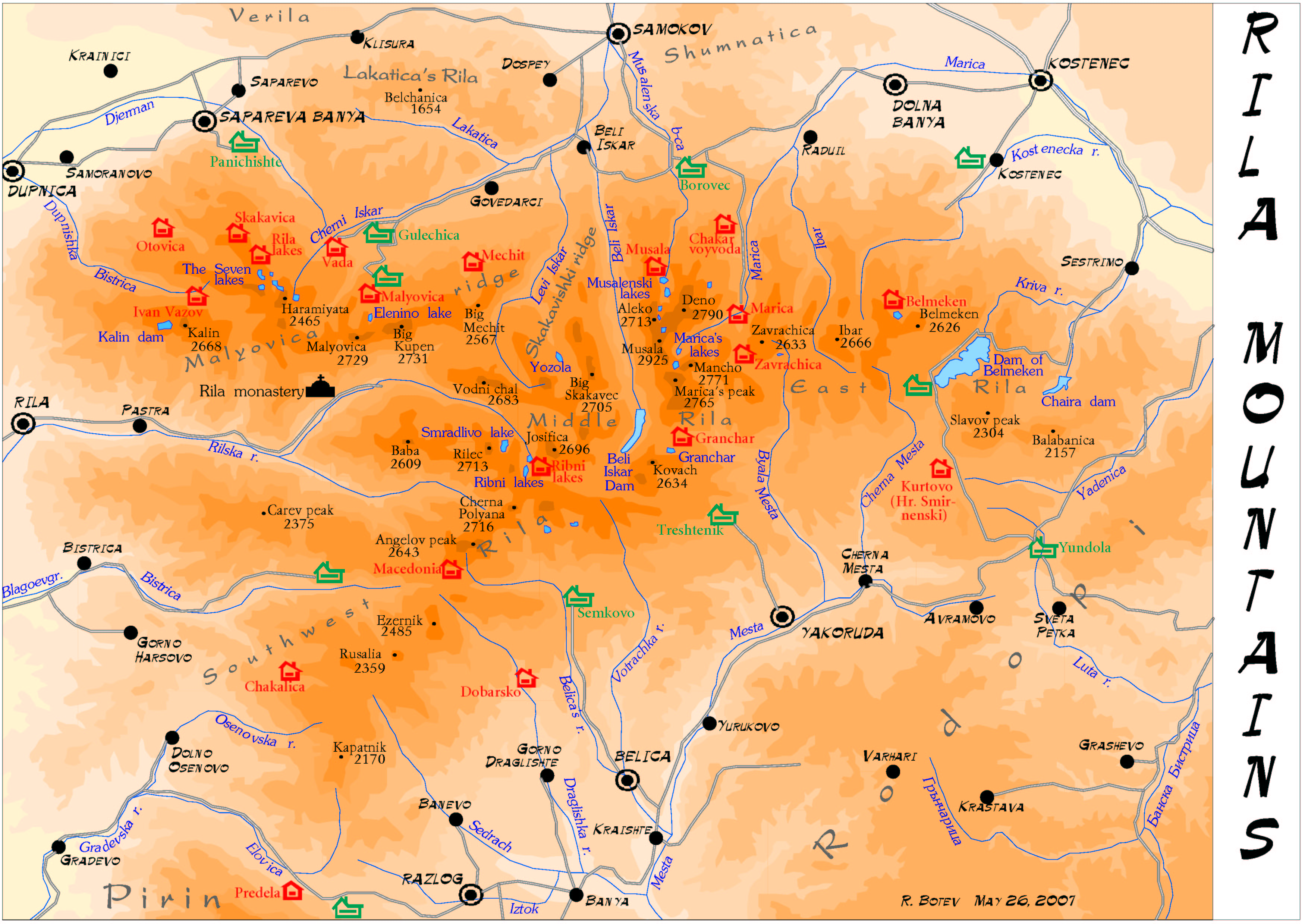
Mapa pohoří Rila

Region Maljovica je kolébkou bulharského skalního lezení a horolezectví. První organizované expedice byly uskutečněny v letech 1921–22 turisty z města Samokov. Impozantní severní stěna štítu byla poprvé vylezena až v roce 1938. Do historie se tehdy zapsali Konstantin Savadzhiev a Georgi Stoimenov (cca 200 m, třída UIAA V+). Byl to v té době největší úspěch bulharských horolezců a dnes je toto datum považováno za milník bulharského horolezectví. Pokračovaly další prvovýstupy, nejtěžší cesta na Maljovici bylo zdolána v roce 1970. 
Další zajímavé stěny a vrcholy jsou: Zliya Zab (200 m stěna s jedním z nejznámějších lezeckých cest v zemi – Vezhdite), Dvuglav (450 m vysoká stěna s lezeckými cestami často přes 500 m dlouhými), Iglata, Dyavolski Igli, Ushite a další. Stěna, která je k dispozici pro ne tak zkušené horolezce se jmenuje Kuklata. Je situována naproti chatě Maljovica, 10 minut chůze, na hlavních místech je odjištěna.
Velmi hodnotnou túrou na jeden den je turistický přechod od severu k jihu s odbočkou přes Maljovicu až k Rilskému klášteru, kde je ovšem třeba počítat s poněkud delším sestupem (z 2729 m do 1147m).